# ارتورو ناوارو
ارتورو ناوارو (انگلیسی: Arturo Navarro؛ زادهٔ ۱۴ مارس ۱۹۸۹) بازیکن فوتبال اهل اسپانیا است.
از باشگاه‌هایی که در آن بازی کرده‌است می‌توان به باشگاه فوتبال والنسیا اشاره کرد.